# Thrincia
Thrincia là một chi thực vật có hoa trong họ Cúc (Asteraceae).

## Loài
Chi Thrincia gồm các loài: